# حديث الشكل
حَدِيْث الشكل أو جديد الشكل (الاسم العلمي: Neomorphus)، هو جنس من الوقاويق الأرضية المنتمية إلى فصيلة الوقواقية. على الرغم من حجمها الكبير نسبيًا، إلا أنها غير شائعة ونادراً ما تُرى. وهي مقتصرة على الغابات البدائية الرطبة في الإقليم المداري الجديد، وعلى الرغم من مظهرها المشابه بالوقواق الأرضي الآسيوي من جنس العصعوص الرسغي، فإنها لا ترتبط ارتباطًا وثيقًا به.

## الأنواع
| الصورة | الاسم العلمي          | الاسم الشائع            | التوزيع                                                        |
| ------ | --------------------- | ----------------------- | -------------------------------------------------------------- |
|        | Neomorphus geoffroyi  | وقواق أرضي محمر الفتحات | جنوب نيكاراغوا ، عبر كوستاريكا وبنما ، إلى شمال غرب كولومبيا   |
|        | Neomorphus squamiger  | وقواق أرضي مدرج         | ريو تاباجوس في البرازيل                                        |
|        | Neomorphus pucheranii | وقواق أرضي أحمر المنقار | غرب البرازيل وجنوب شرق كولومبيا وشرق الإكوادور وشمال شرق بيرو. |
|        | Neomorphus radiolosus | وقواق أرضي مشرط         | تشوكو غربي كولومبيا والإكوادور.                                |
|        | Neomorphus rufipennis | وقواق أرضي محمر الأجنحة | شمال البرازيل وغيانا وفنزويلا وكولومبيا                        |